# Asaphida
Asaphida é uma ordem de artrópodes pertencente à classe Trilobita . O grupo inclui cerca de 20% dos trilobitas conhecidos. Essa classe de trilobitas surgiu do Cambriano Médio e extinguiu-se no Siluriano.

## Superfamílias
- Anomocaroidea
- Asaphoidea
- Dikelokephaloidea
- Remopleuridoidea
- Cyclopygoidea
- Trinucleioidea